# Hermann Brandis

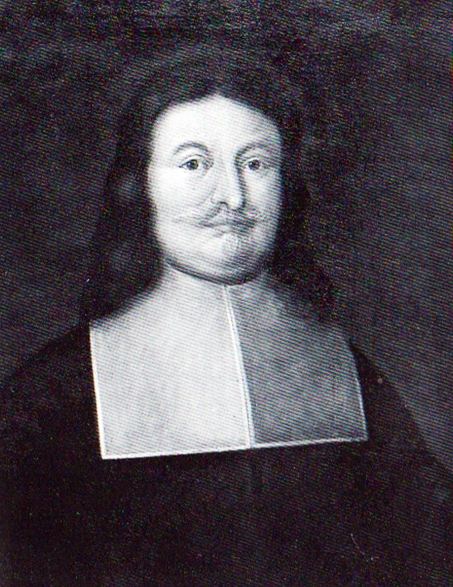
Hermann Brandis

Hermann Zelion genannt Brandis (* 5. Februar 1612 in Werl; †  21. März 1676 in Werl) aus der später in den Adelsstand erhobenen Familie Zelion genannt Brandis war ein Bürgermeister der Stadt Werl.
Brandis war ein Erbsälzer und fungierte auch als Sälzeroberst. Er war maßgeblich an der Überführung des Werler Gnadenbildes von Soest nach Werl beteiligt. Wegen eines Jagdfrevels der Soester bestrafte Erzbischof Maximilian Heinrich diese mit dem Verbot der Holzabfuhr aus dem Arnsberger Wald. Als zusätzliche Buße schlug Brandis dem Erzbischof vor, das Gnadenbild aus der Wiesenkirche in Soest den Werlern zu übergeben. Die Übergabe fand 1661 statt. Kenntnis von dieser Figur, die nach der Reformation schon seit 130 Jahren in einem Nebenraum der Wiesenkirche gelagert wurde, hatte Brandis wohl durch seine Ehe mit der Soester Patriziertochter Elisabeth von Michels. Er hinterließ eine Vielzahl histographischer Aufzeichnungen zur Stadtgeschichte und zu den Privilegien der Erbsälzer. Seine kurze Historie der Stadt Werl wurde von Johann Suibert Seibertz ediert. Seine übrigen Schriften liegen nicht im Druck vor. Die bedeutendste und auch umfangreichste seiner Chroniken ist der Gründtliche Bericht und Deduction-Schrifft das Saltzwerck zu Werle betreffent. Diese vierbändige Handschrift von 1671 wird im Stadtarchiv in Werl aufbewahrt.
In Werl ist die Brandisstraße nach ihm benannt.